# 薩南諸島

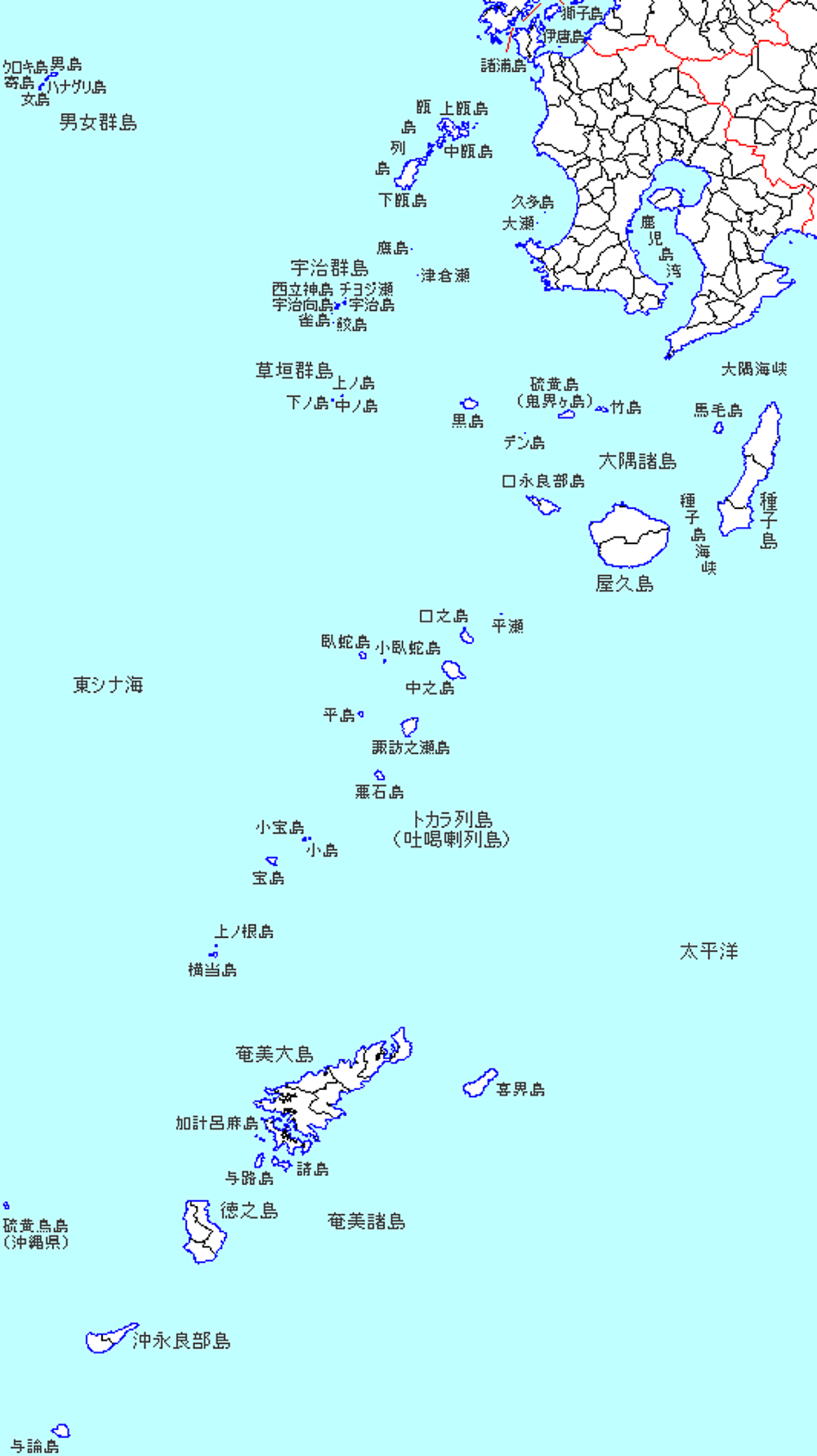
薩南諸島

薩南諸島（さつなんしょとう）は、南西諸島のうち北は種子島から南は与論島までの鹿児島県に属する部分の島々を指す総称である。
大隅諸島、トカラ列島、奄美群島（奄美諸島）が含まれるとされる。これに加えて、草垣群島、宇治群島を含む場合がある。

## 概要
薩南諸島のうち南部の奄美群島（奄美諸島）は、15世紀に次々と琉球王国に組み込まれたが、それ以前は各島には島之主がおり独立していた。17世紀初頭に始まる琉球侵攻を経て、1879年（明治12年）に大隅国へ編入され大島郡となった。
薩南諸島の北部は、熊毛郡に属する島々（種子島や屋久島など）、鹿児島郡三島村に属する島々、鹿児島郡十島村に属する島々（トカラ列島）に分けられる。
熊毛郡に属する種子島や屋久島には大宝2年（702年）に多禰国（多褹国）が設置されたが、天長元年（824年）に停廃され大隅国に編入された。その後、12世紀後半に島々（多禰島、多褹島）は薩摩国に移された。
一方、竹島、硫黄島、黒島などの島々（上三島）やトカラ列島は古代から中世まで日本の西の境界領域にある島々と考えられたが、これらの島々の間には文化的・制度的な異質性がみられた。明治時代にともに十島村（当時の読みはじっとうそん）となったが、1952年（昭和27年）に竹島、硫黄島、黒島などの島々は分かれて三島村となった。

## 口五島と奥七島
歴史的に竹島、硫黄島、黒島などの島々と、トカラ列島の島々には生活・文化・通婚圏に違いがあり、前者は口五島（または端五島）、後者は奥七島と呼ばれ区分意識があった。延慶本『平家物語』にも端五島（くちいつしま）と奥七島（おくななしま）の記述がある。この地域区分は黒潮が北緯30度付近で蛇行して東流していることに起因すると考えられている。
奥七島は口之島、中之島、臥蛇島、平島、諏訪之瀬島、悪石島、宝島の七島で見解はほぼ一致しており、いずれもトカラ列島の島々である。
口五島（または端五島）については見解が分かれ、多くは竹島、硫黄島、黒島の三島のほかに加える二島について議論され、屋久島と口永良部島を加えた五島であるとする説（永山修一）や、草垣群島と宇治群島を加えた五島であるとする説（村井章介）がある。他方、『種子島家譜』の初代信基の条に「多祢島、屋久島、永良部島、硫黄島、竹島、七島」と記述があることから、最後の「七島」が奥七島で、その前に個々に挙げられた種子島、屋久島、口永良部島、硫黄島、竹島の五島であるという説（野中哲照）もある。